# لینا رادکه
لینا رادکه (آلمانی: Lina Radke؛ ۱۸ اکتبر ۱۹۰۳ – ۱۴ فوریه ۱۹۸۳) دونده اهل آلمان بود.
وی در مسابقات کشوری و بین‌المللی در مجموع برندهٔ ۱ مدال طلا شده‌است.